# Belitar Muka
Belitar Muka is een bestuurslaag in het regentschap Rejang Lebong van de provincie Bengkulu, Indonesië. Belitar Muka telt 2531 inwoners (volkstelling 2010).